# Casey Anderson
Charles H. „Casey“ Anderson (* 5. Oktober 1934 in Chicago, Illinois; † um 1976) war ein US-amerikanischer Blues- und Folk-Sänger, der in den Jahren 1960 bis 1976 insgesamt 10 Langspielplatten und sieben Singles auf den Labels Elektra, ATCO, Forum Circle, Urania, Superstar, Edge und Chelsea veröffentlicht hat.

## Leben
Casey Anderson starb um 1976, vermutlich in Altadena in Kalifornien, an den Folgen einer schweren Zuckerkrankheit.

## Erwähnenswertes
Auf seiner 1965 erschienenen LP Blues Is A Woman Gone ist auf dem Cover die ihrerzeit als Fotomodell tätige, später durch ihre Mitwirkung als Sängerin bei The Velvet Underground berühmt gewordene Nico (Christa Päffgen) abgebildet.

## Diskografie
- Kind of Man I Am Superstar
- 1960 Goin' Places Elektra
- 1962 Bag I'm In Atco
- 1964 Live at the Icehouse Atco
- 1964 More Pretty Girls Than One Atco
- 1965 Blues Is a Woman Gone Atco
- 1977 Passing Time